# Anja Pärson

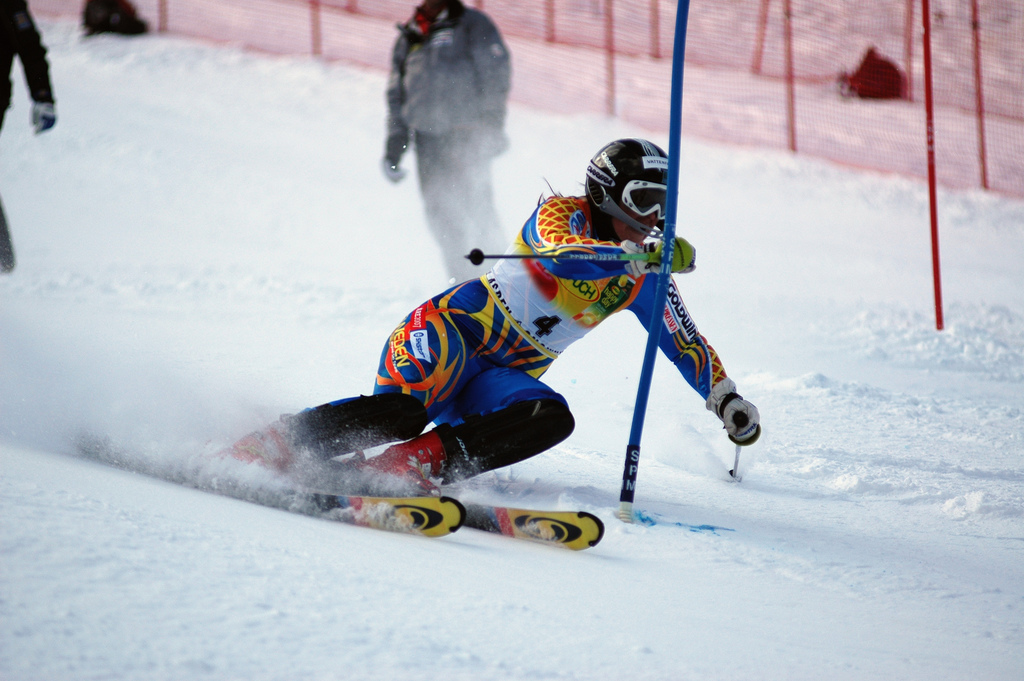
Anja Pärson under världscuptävling i Aspen, november 2006.

Anja Sofia Tess Pärson, född 25 april 1981 i Tärna församling, Storumans kommun, Lappland, är en svensk före detta alpin skidåkare.
Efter bronsmedaljen på lagtävlingen under VM 2011 i Garmisch-Partenkirchen blev Pärson historisk och bäst genom tiderna i modern tid med 13 VM-medaljer. När Pärson avslutade sin skidkarriär 2012 hade hon bland annat 42 världscupsegrar, 1 OS-guld, 7 VM-guld och totalt 19 mästerskapsmedaljer. Pärson tävlade för IK Fjällvinden i Tärnaby.

## Karriär

### Världscupen
Pärson debuterade i världscupen den 15 mars 1998 vid världscupfinalen i Crans-Montana i Schweiz och kom på 25:e och sista plats i slalom. Två veckor senare vann hon sitt första SM-guld i storslalom. I hennes andra slalomtävling i världscupen den 3 december 1998 i Mammoth Mountain gick hon från 15:e till första plats. Hon blev därmed den yngsta genom tiderna att vinna en världscuptävling, och hennes startnummer 36 var ett av de högsta för en blivande vinnare i en världscuptävling.
De första åren i världscupen var Pärson specialiserad på de så kallade teknikgrenarna slalom och storslalom. Säsongen 2002/2003 började hon också köra i fartgrenarna super-G och störtlopp och vann sina första världscupsegrar i båda super-G och störtlopp i mars 2005.
I och med att hon vann kombinationen i Crans-Montana 9 mars 2008 hade hon vunnit världscuptävlingar i alla fem discipliner. Det hade bara tre andra damer klarat tidigare, Petra Kronberger, Pernilla Wiberg och Janica Kostelic. Pärson har vunnit totala världscupen två gånger, 2004 och 2005. När hon vann säsongen 2004/2005 gjorde hon det med endast 3 poäng före sin främsta konkurrent Janica Kostelic och dessutom med den minsta marginalen någonsin. Fram till 5 mars 2011 hade hon totalt 95 platser på prispallen (varav 42 segrar) i världscupen. Då hon den 18 januari 2009 tog sin 40:e seger i världscupen blev hon därmed fjärde kvinna någonsin att vinna fler än 40 världscupsegrar.

### Världsmästerskap
Pärsons mästerskapsdebut kom vid världsmästerskapen i Vail 1999. Hon ställde upp i slalom och storslalom men körde ur i båda grenarna. I St. Anton 2001 tog hon sitt första VM-guld i slalom, och vidare brons i storslalom. I världsmästerskapen 2005 i Santa Caterina di Valfurva ställde Pärson upp i alla fem disciplinerna och tog två guld i super-G och storslalom, dessutom tog hon silver i kombinationen.
Vid världsmästerskapen 2007 i Åre hade Anja haft problem och inte vunnit en enda världscuptävling tidigare på säsongen men lyckades där vinna de tre första tävlingarna, super-G, kombination och störtlopp, innan hon körde ur i storslalom. Några dagar senare vann hon brons i slalom och silver i lagtävlingen. Därmed blev Pärson den första alpina skidåkare i historien som tagit VM-guld i alla fem discipliner.
I världsmästerskapen 2011 tog Anja att sin elfte individuella VM-medalj, i kombinationen. Efter störtloppet låg hon trea, en placering hon kunde behålla i slalomdelen. I lagtävlingen ett par dagar senare tog Pärson sin trettonde VM-medalj tillsammans med Matts Olsson, Maria Pietilä-Holmner och Hans Olsson. Det blev brons, och det bronset resulterade i att hon passerade norrmannen Kjetil André Aamodt i antal VM-medaljer.

### Olympiska vinterspel
Pärson har inte haft samma framgångar i OS som i VM, men har ett OS-guld från Turin 2006 i slalom och också brons i kombination och störtlopp. Hon har även en silvermedalj i storslalom och en bronsmedalj i slalom från OS i Salt Lake City 2002.
Under de Olympiska Spelen i Vancouver 2010 kraschade hon svårt i den inledande störtloppstävlingen i det sista hoppet in mot målrakan där hon flög 60 meter och tappade balansen vid nedslaget. Dagen efter kraschen tog hon bronsmedalj i kombinationstävlingen, efter att amerikanskan Lindsey Vonn grenslat.

### Övriga utmärkelser och medaljer
Anja Pärson fick Svenska Dagbladets guldmedalj 2006 för slalomguldet vid OS i Turin, och även 2007 för sin medaljskörd i VM i Åre. Hon är därmed den första som fått priset två år i följd. Pärson har vunnit nitton medaljer i OS och VM och är den första och hittills enda som tagit VM-guld i samtliga fem alpina discipliner och endast tre åkare på damsidan har vunnit fler världscuplopp än Pärsons 42.
Anja Pärson blev efter VM i Åre 2007 den bästa svenske alpina skidåkaren genom tiderna i VM eller OS med sina sexton medaljer, varav åtta guld. Pernilla Wiberg har tagit nio VM/OS-medaljer, varav sex guld, Ingemar Stenmark har sju, varav fem guld.
Efter bronsmedaljen på lagtävlingen under VM 2011 i Garmisch-Partenkirchen blev Pärson historisk och bäst genom tiderna i modern tid med 13 VM-medaljer.

### Karriäravslutningen
Den 19 april 2009 meddelade hon för första gången att hon tänkte lägga skidorna på hyllan och att så skulle ske efter säsongen 2009/2010. Emellertid sade hon ett år senare att hon fortsätter karriären, mot världsmästerskapen 2011. Den 17 april 2011 kom beskedet att hon även skulle köra säsongen 2011/2012, men då med fullt fokus på fartgrenarna – störtlopp och super-G. Hon avslutade sin karriär efter säsongen 2012.
Den 15 mars 2012 gjorde Pärson sin 381:a världscupsstart. Dagen innan meddelade hon att hon avslutade sin karriär som aktiv tävlande. Hennes sista världscupseger var vid störtloppet i italienska Tarvisio 15 mars året innan.

### Efter karriären som aktiv
Anja Pärson har efter sin karriär som alpinåkare arbetat som föreläsare och expertkommentator för Sveriges Television. I samband med vinter-OS 2014 arbetade hon dock som expertkommentator och bisittare hos Viasat. Hon har även varit programledare för andra TV-program. Hon var återigen kommentator under vinter-OS 2018.
2017 tävlade Anja Pärson i TV-programmet Let's Dance. Hon och danspartnern Calle Sterner nådde andra plats i tävlingen.
Anja Pärson vann SVT:s Mästarnas Mästare 2024.

## Familj

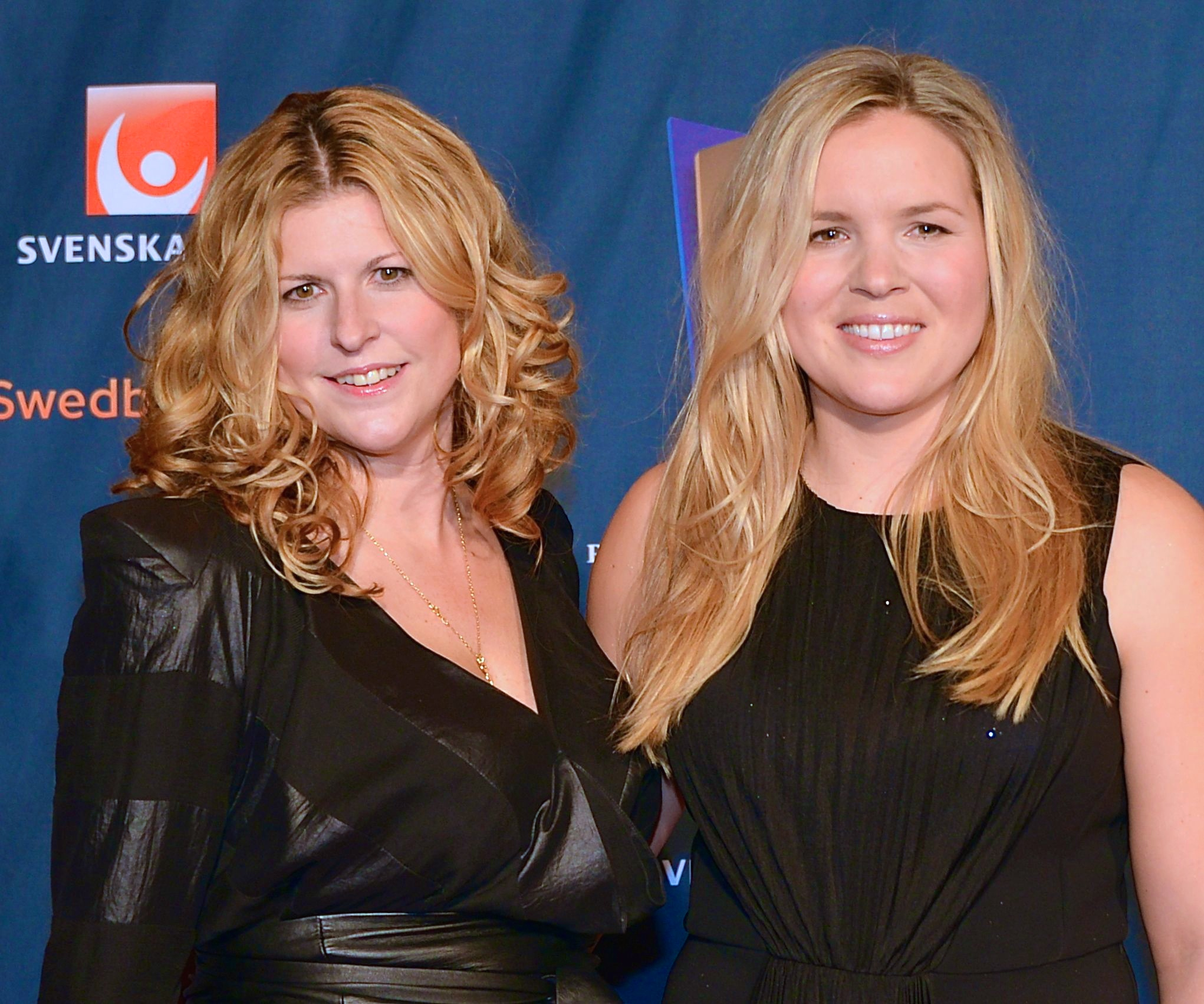
Filippa Rådin och Anja Pärson på Idrottsgalan i Globen i Stockholm den 14 januari 2013.

Anja Pärson är dotter till Anders Pärson och växte upp i Tärnaby. Modern Madeleine, född Carlsson, växte upp på Östermalm i Stockholm och var dotter till överstelöjtnanten i flygvapnet Olof Carlsson, bördig från Karlstad, och Kerstin, född Timander. Fadern Anders släkt kom från Umfors i Tärna församling, Lappland.
När Pärson sommarpratade i P1 23 juni 2012 berättade hon att hon och hennes sambo, designern och stylisten Filippa Rådin, väntade barn och att hon därför efter flera år i Monaco skulle flytta till Sverige. Parets son föddes 2012 och de sammanvigdes 2 augusti 2014 av Mona Sahlin. I maj 2015 föddes parets andra son.
Familjen Pärson / Rådin bor i Umeå. Förutom de två gemensamma barnen finns en dotter från Rådins tidigare äktenskap.

## Meriter

### Olympiska vinterspel
- Olympiska vinterspelen Salt Lake City 2002:
  - Storslalom – Silver
  - Slalom – Brons
- Olympiska vinterspelen Turin 2006:
  - Slalom – Guld
  - Störtlopp – Brons
  - Kombination – Brons
- Olympiska vinterspelen Vancouver 2010:
  - Kombination – Brons

### Världsmästerskap
- 2001:
  - Slalom – guld
  - Storslalom – brons
- 2003:
  - Storslalom – guld
- 2005:
  - Storslalom – guld
  - Super-G – guld
  - Kombination – silver
- 2007:
  - Störtlopp – guld
  - Super-G – guld
  - Kombination – guld
  - Lagtävling – silver
  - Slalom – brons
- 2011:
  - Kombination – brons
  - Lagtävling – brons

### Världscupen
- Totalcupen 1:a 2004, 2005
- Slalomcupen 1:a 2004
- Storslalomcupen 1:a 2003, 2004, 2006
- Kombinationscupen 1:a 2009

Världscupsegrar (42)
- Slalom: 17 (1998-2006)
- Storslalom: 11 (2003-2006)
- Super-G: 4 (2005-2007)
- Störtlopp: 6 (2005-2011)
- Kombination: 4 (2002-2010)

| Datum            | Plats                 | Disciplin   |
| ---------------- | --------------------- | ----------- |
| 3 december 1998  | Mammoth Mountain      | Slalom      |
| 9 december 2001  | Sestriere             | Slalom      |
| 29 december 2001 | Lienz                 | Slalom      |
| 5 januari 2002   | Maribor               | Slalom      |
| 6 januari 2002   | Maribor               | Slalom      |
| 30 november 2002 | Aspen                 | Slalom      |
| 15 december 2002 | Sestriere             | KO-Slalom   |
| 19 januari 2003  | Cortina d'Ampezzo     | Storslalom  |
| 25 januari 2003  | Maribor               | Storslalom  |
| 26 januari 2003  | Maribor               | Slalom      |
| 6 mars 2003      | Åre                   | Storslalom  |
| 28 november 2003 | Park City             | Storslalom  |
| 29 november 2003 | Park City             | Slalom      |
| 16 december 2003 | Madonna di Campiglio  | Slalom      |
| 28 december 2003 | Lienz                 | Slalom      |
| 5 januari 2004   | Megève                | Slalom      |
| 24 januari 2004  | Maribor               | Storslalom  |
| 25 januari 2004  | Maribor               | Slalom      |
| 7 februari 2004  | Zwiesel               | Storslalom  |
| 8 februari 2004  | Zwiesel               | Slalom      |
| 21 februari 2004 | Åre                   | Storslalom  |
| 14 mars 2004     | Sestriere             | Storslalom  |
| 23 november 2004 | Sölden                | Storslalom  |
| 23 januari 2005  | Maribor               | Slalom      |
| 25 februari 2005 | San Sicario           | Super-G     |
| 26 februari 2005 | San Sicario           | Störtlopp   |
| 11 december 2005 | Aspen                 | Slalom      |
| 22 december 2005 | Špindlerův Mlýn       | Slalom      |
| 28 december 2005 | Lienz                 | Storslalom  |
| 13 januari 2006  | Bad Kleinkirchheim    | Störtlopp   |
| 27 januari 2006  | Cortina d'Ampezzo     | Super-G     |
| 4 februari 2006  | Ofterschwang          | Storslalom  |
| 11 mars 2006     | Levi                  | Slalom      |
| 15 mars 2006     | Åre                   | Störtlopp   |
| 15 mars 2007     | Lenzerheide           | Super-G     |
| 15 december 2007 | Sankt Moritz          | Störtlopp   |
| 16 december 2007 | Sankt Moritz          | Super-G     |
| 9 mars 2008      | Crans-Montana         | Kombination |
| 19 december 2008 | Sankt Moritz          | Kombination |
| 18 januari 2009  | Altenmarkt-Zauchensee | Störtlopp   |
| 29 januari 2010  | Sankt Moritz          | Kombination |
| 5 mars 2011      | Tarvisio              | Störtlopp   |

### Övriga priser och utmärkelser
- 2004 – Victoriastipendiet.
- 2004 - H M Konungens medalj av 8 storleken i guld
- 2005 och 2007 – Årets idrottskvinna (Svenska Idrottsgalan).
- 2006 och 2007 – Vinnare av Bragdguldet.
- 2010 – Mikael Ljungbergs Minnesfond-stipendiat.